# Epocha

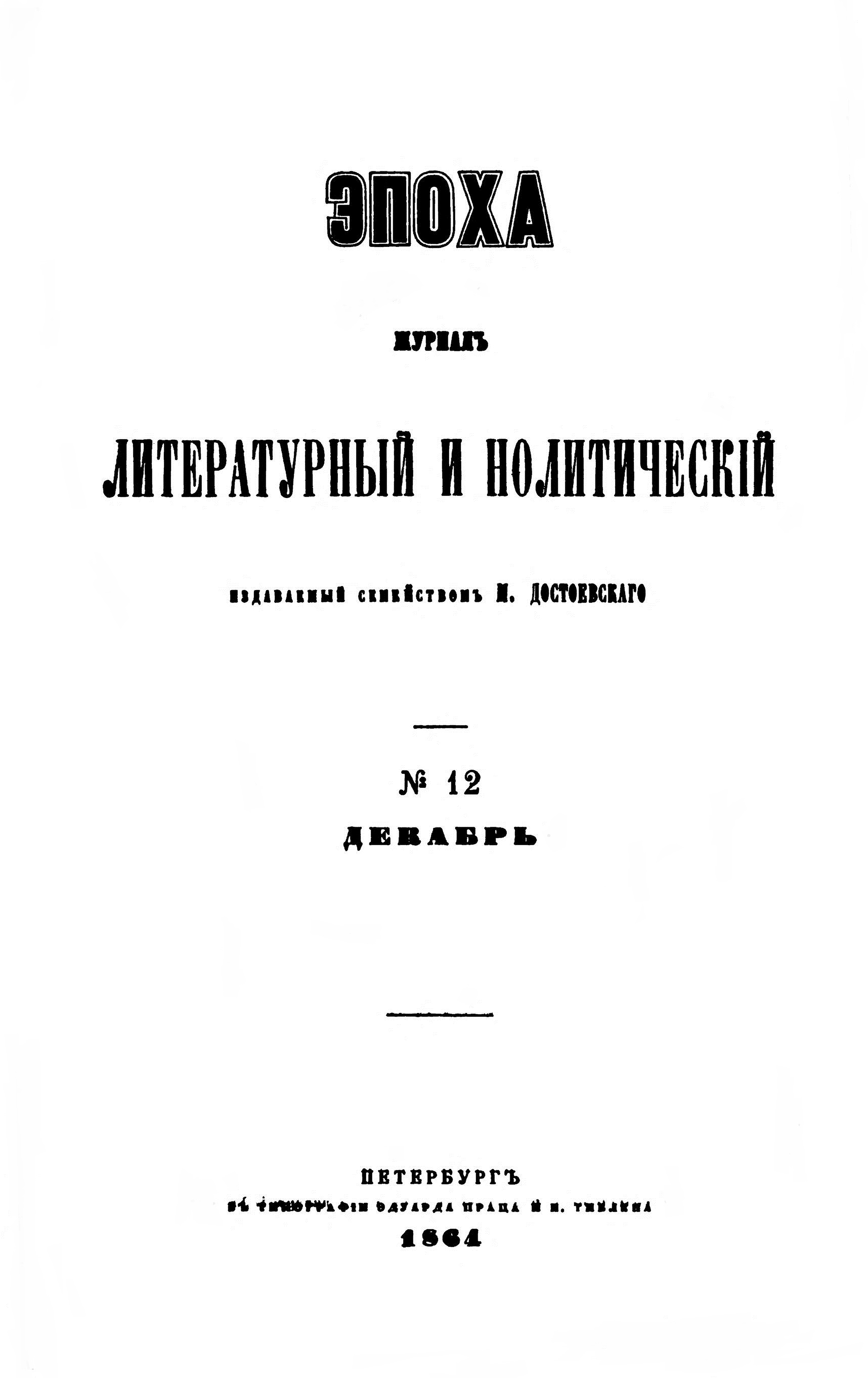
Titelseite einer Ausgabe des Jahres 1864

Epocha (russisch Эпоха, „Epoche“) war eine Sankt Petersburger Monatszeitschrift, die Fjodor Dostojewski von 1864 bis 1865 gemeinsam mit seinem Bruder Michail herausgab. Die Beiträge waren literarischer und politischer Natur. Ebenso wie Dostojewskis frühere Zeitschrift Wremja war Epocha ein Sprachrohr der Potschwenniki; die Autoren führten lebhafte Debatten mit den Autoren der konkurrierenden Zeitschriften Sowremennik und Russkoje Slowo.

## Geschichte
Dostojewski gründete die Zeitschrift im Januar 1864 als Nachfolger für die am 24. Mai 1863 verbotene Wremja. De iure war Michail der Herausgeber, da Fjodor Dostojewski aufgrund seiner Vorstrafe herausgeberisch nicht tätig sein durfte. Die Redaktion hatte die Adresse Meschtschanskaja 1+7 (heute: Kasnatscheiskaja). Die erste Ausgabe erschien am 21. März mit der ersten Folge der Prosaarbeit Aufzeichnungen aus dem Kellerloch. Als Michail am 22. Juli 1864 überraschend starb ‒ er wurde nur 43 Jahre alt ‒, geriet die Zeitschrift unter Druck. Obwohl Epocha nie den wirtschaftlichen Erfolg von Wremja erreicht hatte und stark verschuldet war, erklärte Dostojewski sich bereit, Michails Witwe und die Kinder zu ernähren. Offizieller Herausgeber wurde Alexander Porezki. Wichtigster Autor war Nikolai Strachow, weitere Beiträge kamen von D. W. Awerkijew, W. W. Krestowski, A. N. Maikow und J. P. Polonski. Nikolai Leskow publizierte in der Zeitschrift seine Novelle Die Lady Macbeth von Mzensk (1865), Iwan Turgenew im März 1864 seine Novelle Phantome und Apollon Grigorjew, der im Oktober 1864 überraschend starb, seine Memoiren.
1865 hatte Epocha 1300 Abonnenten. Im Juni 1865, nach der zweiten Ausgabe dieses Jahres, musste Dostojewski das Erscheinen einstellen. Seine Erzählung Das Krokodil, die er im Februar zu veröffentlichen begonnen hatte und an der er immer noch schrieb, blieb unvollendet.